# Barbus rohani
Barbus rohani är en fiskart som beskrevs av Pellegrin 1921. Barbus rohani ingår i släktet Barbus och familjen karpfiskar. Inga underarter finns listade.